# Harvanen
Harvanen är en sjö i kommunen Suonenjoki i landskapet Norra Savolax i Finland. Sjön ligger 124,3 meter över havet. Den är 7 meter djup. Arean är 55 hektar och strandlinjen är 6,76 kilometer lång. Sjön  ingår i Kymmene älvs huvudavrinningsområde.   Den ligger omkring 55 kilometer sydväst om Kuopio och omkring 280 kilometer norr om Helsingfors. 